# Emilio Carranza
Capitán Emilio Carranza Rodríguez (Ramos Arizpe, Coahuila, 9 de diciembre de 1905 - Pemberton, Nueva Jersey, 12 de julio de 1928) fue un notable aviador mexicano y héroe nacional, conocido como el “Lindbergh de México”. Murió cuando regresaba de un vuelo histórico para promover la paz y la buena voluntad entre las naciones.

## Vida
Emilio Carranza nació el 9 de diciembre de 1905 en Ramos Arizpe, Coahuila. Emilio fue el cuarto de los seis hijos de Sebastián Carranza Cepeda y María Rodríguez. Su abuelo, Sebastián Carranza de la Garza, era hermano del presidente Venustiano Carranza, y Emilio Carranza era su sobrino-nieto. Su padre era un hombre de negocios y oficial de gobierno que al morir su hijo trabajaba como contador en el Consulado Mexicano en la Ciudad de Nueva York.
La familia Carranza Rodríguez, ante la conflictiva situación política en la Revolución mexicana, abandonó el país y se estableció en San Antonio, a principios de 1911. A los 12 años, Emilio Carranza, ya tenía interés en la aviación. En 1917, ya de vuelta en su patria, empezó a frecuentar los Talleres Nacionales de Construcciones Aeronáuticas y la Escuela Militar de Aviación en Balbuena, de donde su tío Alberto Salinas fue el primer director.
Juan Guillermo Villasana, un distinguido ingeniero y profesor de la escuela de aviación y biógrafo de Emilio Carranza, relata que Emilio, durante sus visitas, hacía preguntas a los pilotos y mecánicos sobre los aviones del hangar para después trepar a ellos en la línea de ensamble y "simular sus vuelos".
El 14 de enero de 1926, con veinte años de edad, se tituló como Teniente Piloto Aviador de la Fuerza Aérea Mexicana. Los hermanos de Emilio —Sebastián y José— eran mecánicos de aviación.
Meses después adquirió un avión Lincoln Standard en la ciudad de Chicago, pero en el viaje de regreso a México sufrió un accidente en el que resultó lesionado con su hermano Sebastiàn. Tres meses después del accidente fue enviado a Sonora a participar en la "Campaña de El Yaqui", tras de la cual fue ascendido a capitán. Su hermano Sebastián, que realizaba frecuentes vuelos con Emilio, dedicó su vida a la aviación civil, trabajando para Pan American World Airways en México y Mexicana de Aviación. Su hermano José trabajaba en la Fuerza Aérea Mexicana como Subteniente piloto mecánico de aviación.
En enero de 1928, 6 meses antes de su muerte, Emilio se casó con María Luisa Corbala, de Sonora. 
Por aquellos años, se reinició en México la construcción de aviones (suspendida en 1920). Producto de los esfuerzos de importantes personalidades de la aviación fue el monomotor Quetzalcóatl, llamado también "Tololoche" por estar hecho totalmente de madera. Fue este el avión a bordo del cual Emilio Carranza realizó el 2 de septiembre de 1927 un vuelo de 10 horas y 48 minutos de Ciudad Juárez a la Ciudad de México, el más largo que hubiera realizado hasta entonces un piloto mexicano. 
Al año siguiente, en mayo de 1928, se hizo héroe nacional al realizar un nuevo récord por el tercer vuelo más largo, en solitario y sin escalas, al volar 3000 km de San Diego, California a la Ciudad de México.
En respuesta al vuelo de la buena voluntad a México de Charles Lindbergh, Emilio Carranza trató de realizar un vuelo sin escalas entre la capital mexicana y la estadounidense el 11 de junio de 1928. La mañana del 12 de junio tuvo que aterrizar en Carolina del Norte a causa de la niebla y por la tarde llegó a Washington D. C., donde el Secretario del Estado Interino Robert E. Olds y otros oficiales le dieron la bienvenida. Al pasar de visita al pueblo de Santa Bárbara (actualmente Emilio Carranza) para ver a su familia de regreso tuvo un accidente y murió.
La joven viuda tuvo un hijo en 1929, a quien llamó como su padre, Emilio. Después, María Luisa se fue a vivir a Guadalajara. La familia Carranza fue informada de que el joven Emilio Carranza Corbala murió de apendicitis a los seis años. María Luisa se volvió a casar y vivió el resto de su vida en Mexicali (Baja California). Murió a los 89 años de edad.

## Estudios
Emilio se fue a realizar sus estudios a San Antonio (Texas), sin embargo su interés por la aviación perduró. En 1923, regresó para ingresar como cadete en la Escuela Militar de Aviación. 
Durante sus estudios, Emilio resaltó por su asombrosa memoria. En uno de los exámenes de aerodinámica se le preguntó por 6 de 120 valores de la tabla de presión barométrica, presión relativa y temperatura relativa a diferentes altitudes. En su hoja de respuestas, Emilio escribió los 120 valores sin ningún error. Esto creó sospechas entre los profesores de haber copiado, por lo que le llamaron; Emilio se encontraba jugando a basketball cuando le informaron sobre la sospecha de copia, en ese mismo momento, Emilio llevó a los profesores a un salón vacío en donde volvió a escribir los 120 valores de la tabla en el pizarrón sin error alguno. Al ver esto, los profesores le asignaron una calificación de excelencia en su examen.
Emilio avanzó rápidamente en sus estudios teóricos y demostró sus habilidades prácticas para volar desde los 19 años. El 14 de enero de 1926 obtuvo el título de "Piloto de Aviación".

## Vuelo de Chicago a la Ciudad de México
Nunca satisfecho por el statu quo, Emilio estaba siempre planeando vuelos de larga distancia. Una de sus primeras metas era tener un avión para lograr sus récords. Como un buen negociador, recibió ayuda de Loyd A. Winship, Elmon C. Hammond, y Harry J. Lawson para comprar su biplano Lincoln Standard, considerado el mejor de la época.
El 20 de junio de 1926 Emilio se encontraba en Chicago para recibir su Lincoln Standard. Cuidadosamente planeó su itinerario para el vuelo de 3500 millas: Chicago, Moline, St. Joseph, Kansas City, Wichita, Oklahoma City, Fort Worth, San Antonio, Laredo, Monterrey, San Luis Potosí y finalmente la Ciudad de México.

## Héroe Nacional

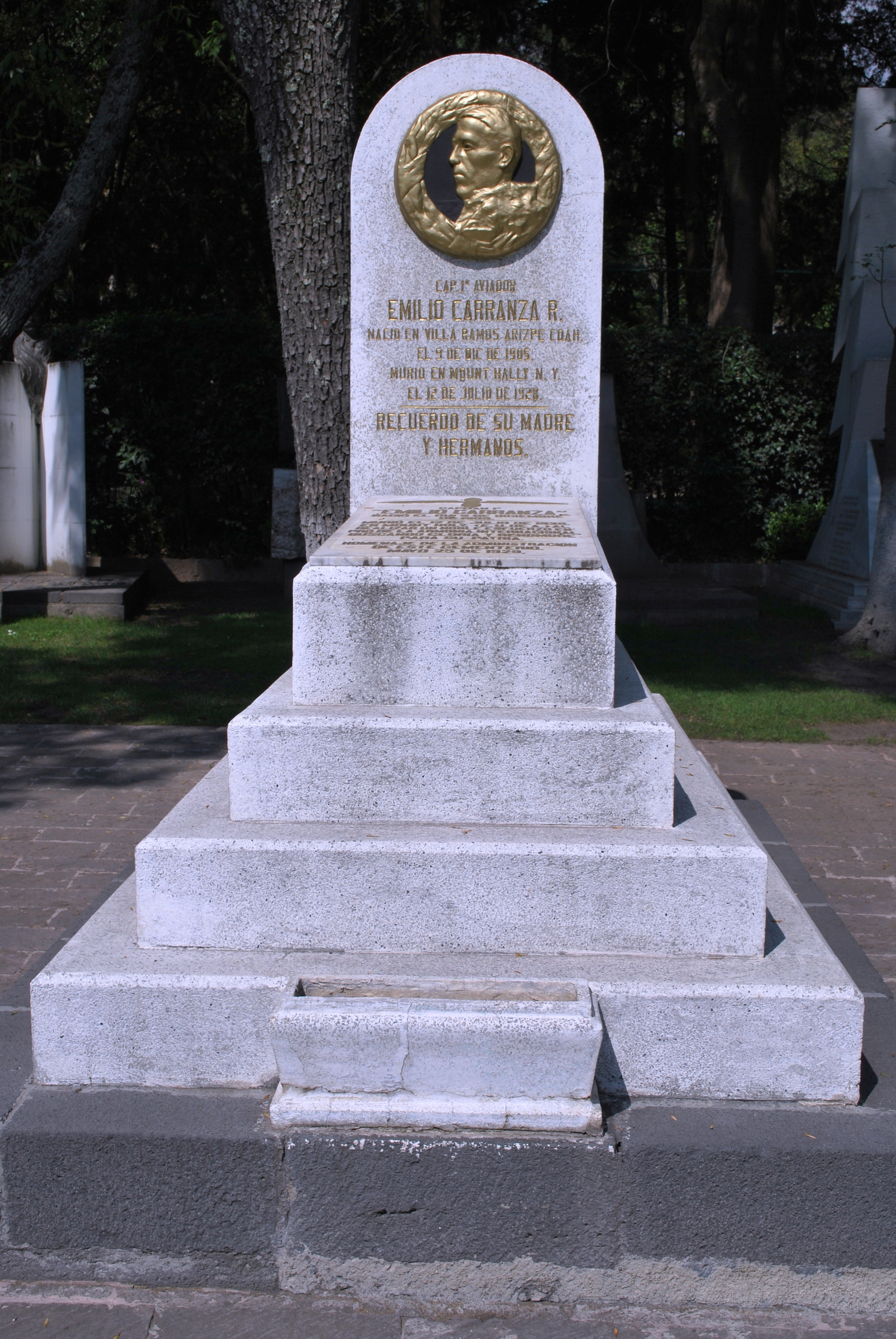
Sepulcro de Emilio Carranza en la Rotonda de las Personas Ilustres.

- A los 18 años de edad voló misiones de combate contra la rebelión de los indios Yaqui en Sonora; Junto con el piloto Luis Farell Cubillas, atacó las localidades montañosas de Bacatete, Los Médanos, La Gloria, Higueras, La Virgen, Torocobampo, Bacatecate, Zamahuaca, Cendradita, Algodones, Las Petacas, Raum y Belem.[3]

- En 1923 participó en ataques aéreos en contra del expresidente Adolfo de la Huerta.

- El 24 y 25 de mayo de 1928, teniendo 22 años, se hizo héroe nacional al realizar un nuevo récord por el tercer vuelo más largo, en solitario y sin escalas, al volar 3.000 km de San Diego, California a la Ciudad de México en 18.5 h.

- En 1928 fue seleccionado para realizar un vuelo para promover la paz y la buena voluntad entre México y Estados Unidos, volando de la Ciudad de México, Washington D. C. y luego a la ciudad de Nueva York en respuesta al vuelo que realizó un año antes su amigo Charles Lindbergh, con el mismo motivo.

El 12 de junio de 1928, el capitán Carranza fue recibido por el Secretario de Estado, Robert E. Olds; el embajador mexicano Manuel Téllez; y muchos otros oficiales.
El 13 de junio llegó a Nueva York, aterrizando en el Campo Roosevelt en Long Island. Fue recibido por el entonces Secretario de Comercio, Herbert Hoover, y por el alcalde de la ciudad, Jimmy Walker.

## Accidentes
- Cuando estaba sofocando la rebelión en Sonora, se estrelló y su cara fue reconstruida con tornillos de platino.

- Cuando regresaba de Long Island el 12 de julio, tuvo que atravesar una tormenta sobre el bosque “Pine Barrens” en Nueva Jersey, en donde se estrelló. Su cuerpo fue recuperado el día siguiente.

## Aviadores compañeros de armas
| - Gustavo Salinas - Luis Farell Cubillas - Ismael Aduna - Ralph O'Neill - Rafael Montero Ramos - Rafael Ponce de León - Alfredo Lezema Álvarez - Roberto Fierro Villalobos | - Pablo Sidar - Eliseo Martín del Campo - Guillermo Monroy - Manuel Solís - Julián Nava Salinas - Francisco Espejel - Alberto Vieytez - Ricardo Díaz Gonzáles | - Luis Rojas - Luis Boyer - Arturo Jiménez Nieto - Antonio Cárdenas Rodríguez - Carlos Rovirosa - Rodolfo Torres Rico - Manuel Robles Monterrubio - Gustavo León González |

## Conmemoración
Un monumento de 36 dm en el bosque estatal Wharton, en el condado de Burlington, Nueva Jersey marca el sitio de su accidente fatal. Este monumento, instalado con fondos donados por niños estudiantes mexicanos, representa un águila azteca cayendo. Cada julio, en el sábado más cercano al aniversario de su accidente, a las 13.00, Emilio Carranza es conmemorado en el monumento por miembros de la Legión Americana acompañados por varios cónsules mexicanos de Nueva York y de Filadelfia. Sus restos descansan en la Rotonda de las Personas Ilustres. Cada año el gobierno mexicano entrega la "Presea Emilio Carranza" a manera de reconocimiento a los pilotos y personal técnico aeronáutico.
Su nombre fue asignado a un poblado parte del municipio de Vega de Alatorre en el estado de Veracruz, Emilio Carranza es el segundo poblado más importante del municipio.
En la ciudad de Piedras Negras, Coahuila. desde hace muchos años la avenida principal lleva su nombre. Dicha arteria de la ciudad es catalogada como la avenida principal ya que atraviesa la ciudad desde la entrada a nuestro país desde la ciudad de Eagle Pass, Texas. y termina en la Carretera Federal 57 con dirección a la ciudad de Nava, Cohuila. 
La Base Aérea Número 5 y Colegio del Aire de la FAM Ubicados en Zapopan, Jalisco llevan el Nombre Oficial de   BAM 5  C.P.A. "Capitán Piloto Aviador, Emilio Carranza".